# Du har lovet mig en kone!
Du har lovet mig en kone! är en norsk drama- och komedifilm från 1935. Filmen regisserades av Tancred Ibsen och Einar Sissener. Sissener spelar också filmens huvudroll som Eilert.

## Handling
Eilert är rädd för kvinnor, men det är inte hans vän Lagesen. För att hjälpa sin vän ordnar Lagesen en hotellvistelse för dem båda över påsken. Där träffar de bland andra den vackra Ingrid som båda två förälskar sig i. Eilert tror inte att han har någon som helst chans med Ingrid och går därför med på att gifta sig med Vivi Linder. I själva verket är Vivi inte alls förälskad i Eilert utan gifter sig endast för att uppfylla ett krav i ett testamente. Efter en serie förvecklingar får Vivi till slut den hon egentligen älskar och Eilert får Ingrid medan Lagesen blir utan.

## Rollista
- Randi Brænne – Ingrid
- Einar Sissener – Eilert Bluhm
- Kirsten Heiberg – Vivi Linder
- Lasse Segelcke – Lagesen
- Einar Vaage – P.T. Bluhm
- Hauk Aabel – professorn
- Gunhild Schytte-Jacobsen – Fru Linder
- Borty Lindvig – Wangen
- Thoralf Klouman – advokaten
- Gunnar Simenstad – Marlow
- Jens Holstad – passageraren
- Kirsten Monrad-Aas – Fru Soldal

## Om filmen
Du har lovet mig en kone! regisserades av Tancred Ibsen och Einar Sissener. Manuset skrevs av Ibsen, baserat på Finn Bøs skådespel Du har lovet mig en kone. Filmen producerades av Kommunenes filmcentral med Ibsen som produktionsledare. Den fotades av Gunnar Nilsen-Vig och klipptes av Ibsen. Den premiärvisades den 30 september 1930 i Norge. Musiken komponerades av Willy Johansen.
Filmen var den första som spelades in i Norsk Films studio i Bærum.